# خوسيه كارلوس آبرو
خوسيه كارلوس آبرو (14 نوفمبر 1954 بغيمارايش في البرتغال - ) هو لاعب كرة قدم برتغالي في مركز الوسط. شارك مع منتخب البرتغال لكرة القدم. أما مع النوادي، فقد لعب مع فيتوريا دي غيماريش ونادي تشافيس ونادي بورتيمونينسي.

## مسيرته الكروية
لعب خوسيه كارلوس آبرو خلال مسيرته الاحترافية مع 3 أندية في أربعة عشر موسمًا وسجل خلالها 35 هدفًا ضمن 313 مباراة. ولم يفز بأي موسم بالكأس أو بالدوري.
خاض خوسيه كارلوس آبرو مسيرته مع نادي فيتوريا دي غيماريش في موسم 1972–73 ليلعب معه أحد عشر موسمًا، مشاركًا في 280 مباراة سجل خلالها 34 هدفًا. ثم انتقل إلى نادي بورتيمونينسي في موسم 1983–84 ولمدة موسمين، حيث شارك في 32 مباراة سجل خلالها هدفًا واحدًا. لينتقل بعدها إلى نادي تشافيس في موسم 1985–86 لمدة موسم واحد، مشاركًا في مباراة ولم يسجل أي هدف.

## وصلات خارجية
- خوسيه كارلوس آبرو على موقع قاعدة بيانات كرة القدم.إي يو (الإنجليزية)
- خوسيه كارلوس آبرو على موقع ناشيونال فوتبول تيمز (الإنجليزية)